# Coppa Italia 2023 (pallacanestro in carrozzina)
La Coppa Italia di pallacanestro in carrozzina 2023, nota anche come Coppa Italia - Trofeo Antonio Maglio 2023, si è disputata dal 24 al 25 marzo 2023 al Palasport Alberto Mura di Porto Torres.

## Squadre
Le squadre qualificate sono le prime due classificate di ogni girone al termine della stagione regolare della Serie A 2022-2023.
1. A  Santo Stefano
2. A  Dinamo Lab Sassari

1. B  Briantea 84 Cantù
2. B Self Group Millennium Basket

## Tabellone
|  | Semifinali                   | Semifinali                   | Semifinali    |               |                    | Finale                       | Finale                       | Finale             |  |
|  |                              |                              |               |               |                    |                              |                              |                    |  |
|  | Briantea 84 Cantù            | Briantea 84 Cantù            | 57            |               |                    |                              |                              |                    |  |
|  | Briantea 84 Cantù            | Briantea 84 Cantù            | 57            |               |                    |                              |                              |                    |  |
|  | Dinamo Lab Sassari           | Dinamo Lab Sassari           | 60            |               |                    |                              |                              |                    |  |
|  | Dinamo Lab Sassari           | Dinamo Lab Sassari           | 60            |               | Dinamo Lab Sassari | Dinamo Lab Sassari           | 63                           |                    |  |
|  |                              |                              |               |               | Dinamo Lab Sassari | Dinamo Lab Sassari           | 63                           |                    |  |
|  |                              |                              | Santo Stefano | Santo Stefano | 68                 |                              |                              |                    |  |
|  | Santo Stefano                | Santo Stefano                | Santo Stefano | Santo Stefano | 68                 | 85                           |                              |                    |  |
|  | Santo Stefano                | Santo Stefano                |               |               |                    | 85                           |                              |                    |  |
|  | Self Group Millennium Basket | Self Group Millennium Basket | 65            |               |                    | Finale terzo posto           | Finale terzo posto           | Finale terzo posto |  |
|  | Self Group Millennium Basket | Self Group Millennium Basket | 65            |               |                    |                              |                              |                    |  |
|  |                              |                              |               |               |                    |                              |                              |                    |  |
|  |                              |                              |               |               |                    | Briantea 84 Cantù            | Briantea 84 Cantù            | 60                 |  |
|  |                              |                              |               |               |                    | Briantea 84 Cantù            | Briantea 84 Cantù            | 60                 |  |
|  |                              |                              |               |               |                    | Self Group Millennium Basket | Self Group Millennium Basket | 55                 |  |

### Tabellini

#### Semifinali
| Arbitri: | Di Piazza Rambelli Uldanck |

| |            | |
| Bedzeti 29 | Punti      | 18 Boughania                                                                                                  |
| Bedzeti 4 | Assist     | 2 Boughania                                                                                                   |
| Bedzeti 3 | Rimbalzi   | 8 Boughania                                                                                                   |
| 7 Ghione• 13 Ramos• 14 Miceli• 16 Giaretti• 29 Bedzeti 3 Gray• 8 Tanghe• 9 Griffith-Salter• 10 Boccacci• 12 Veloce• 44 Raimondi• 55 Lopez Chavez | Formazioni | 5 Bargo• 6 Foffano• 11 Raourahi• 13 Scandolaro• 15 Boughania 7 Rado• 10 Scantamburio• 16 Gamri• 22 Giovannini |
| Roberto Ceriscioli | Allenatori | Fabio Castellucci                                                                                             |

| Arbitri: | Palazzo De Mattia Guerrini |

|                                                                                                   |            | |
| De Maggi 14                                                                                       | Punti      | 28 Berdun |
| Carossino, Geninazzi 3                                                                            | Assist     | 2 Op Den Orth, Poggenwish |
| Carossino 9                                                                                       | Rimbalzi   | 6 Poggenwish |
| 9 Tomaselli• 10 Santorelli• 22 Carossino• 26 De Maggi• 77 Buksa 0 Makram• 5 Geninazzi• 15 Bassoli | Formazioni | 4 Esteche• 7 Spanu• 11 Diene• 13 De Miranda• 14 Berdun 1 Poggenwish• 2 Op Den Orth• 5 Sjostrom• 8 Lindblom• 24 Quaranta• 46 Uras |
| Josef Jaglowski                                                                                   | Allenatori | Massimo Bisin |

#### Finale
| Arbitri: | Rambelli De Mattia Palazzo |

| |            | |
| Giaretti 37 | Punti      | 20 Berdun, Op Den Orth |
| Giaretti 7 | Assist     | 6 Poggenwish |
| Ghione, Bedzeti 7 | Rimbalzi   | 8 Op Den Orth, Poggenwish |
| 7 Ghione• 13 Ramos• 14 Miceli• 16 Giaretti• 29 Bedzeti 3 Gray• 8 Tanghe• 9 Griffith-Salter• 10 Boccacci• 12 Veloce• 44 Raimondi• 55 Lopez Chavez | Formazioni | 1 Poggenwish• 2 Op Den Orth• 7 Spanu• 8 Lindblom• 14 Berdun 4 Esteche• 5 Sjostrom• 11 Diene• 13 De Miranda• 24 Quaranta• 46 Uras |
| Roberto Ceriscioli | Allenatori | Massimo Bisin |

#### Finale 3º posto
| Arbitri: | Di Piazza Ulbanck Guerrini |

| |            |                                                                                                   |
| Boughania 19                                                                                                  | Punti      | 19 Santorelli                                                                                     |
| Bargo, Boughania 3                                                                                            | Assist     | 4 De Maggi                                                                                        |
| Bargo 9 | Rimbalzi   | 8 Carossino                                                                                       |
| 5 Bargo• 6 Foffano• 11 Raourahi• 13 Scandolaro• 15 Boughania 7 Rado• 10 Scantamburio• 16 Gamri• 22 Giovannini | Formazioni | 9 Tomaselli• 10 Santorelli• 22 Carossino• 26 De Maggi• 77 Buksa 0 Makram• 5 Geninazzi• 15 Bassoli |
| Fabio Castellucci                                                                                             | Allenatori | Roberto Ceriscioli                                                                                |